# Oxyagrion ablutum
Oxyagrion ablutum là một loài chuồn chuồn kim trong họ Coenagrionidae.
Oxyagrion ablutum được Calvert miêu tả khoa học năm 1909.